# Straperlo
Straperlo lub Stra-Perlo, hiszpański termin oznaczający nielegalny handel dobrami reglamentowanymi przez państwo. Używany także w odniesieniu do nielegalnej działalności bądź intrygi oraz synonim czarnego rynku. Ludzi zajmujących się taką działalnością nazywa się estraperlistami.
Termin ten wywodzi się ze skandalu politycznego podczas Drugiej Republiki Hiszpańskiej (1931-1936).

## Historia
W 1934 roku dwóch holenderskich przedsiębiorców, Strauss y Perel, skorumpowało wysokich urzędników państwowych, w tym Aurelio Lerroux (bratanek Alejandro Lerroux, lidera Partii Republikańskiej) i Ministra Spraw Wewnętrznych, Rafaela Salazar Alonso (także członka tej partii) w celu uzyskania zezwolenia na wprowadzenie elektrycznej ruletki w kasynie w mieście San Sebastián (Guipuzcoa). Nazwa ruletki, „Straperlo”, pochodziła od pierwszych liter nazwisk jej założycieli.
Gra została zakazana przez policję po udowodnieniu, że gracze są oszukiwani (koło ruletki było sterowane za pomocą guzika, dzięki czemu można było manipulować wygranymi), nie przeszkodziło to funkcjonowaniu gry w Formentor (Mallorca). Później tam również została unieważniona.
Ujawnienie korupcji miało miejsce po oskarżeniu zgłoszonemu przez Straussa do Prezydenta Alcala-Zamora, kiedy Lerroux odmówił wypłacenia przedsiębiorcom odszkodowania po zamknięciu ruletki przez policję. Skandal doprowadził do rozpadu Partii Republikańskiej.
Od czasów skandalu słowo „straperlo” stosowane jest, jako synonim szwindla, intrygi lub oszustwa. 

## Straperlo w okresie dyktadury generała Franco
Termin używany był także w okresie powojennym w Hiszpanii, dla nielegalnego handlu artykułami pierwszej potrzeby i racjonowanymi przez państwo (ustanowionymi przez rząd generała Franco w latach 1936-1952). Zbyt mała ilość produkcji spowodowała brak artykułów codziennego użytku dlatego państwo wprowadziło kartki żywnościowe, uprawniające do zakupów określonych artykułów spożywczych oraz surowców (żelazo, bawełna) i źródeł energii (benzyna, węgiel). Reglamentacja towarów przyczyniła się do rozwoju nielegalnego handlu, gdzie sprzedawano artykuły po zawyżonych cenach. Na przykład, kilogram cukru kosztujący 1,90 peset, na czarnym rynku osiągał cenę 20 peset. Za olej, kosztujący 3,75 peset trzeba było zapłacić nawet 30 peset. 

## Książka
W 2008 roku w 75. rocznicę skandalu została wydana książka „El caso Strauss. El escándalo que precipitó el final de la II República” autorstwa hiszpańskiego pisarza Jose Carlosa Garcii Rodrigueza, która dokładnie opisuje to wydarzenie.